# Estación Chiclana
Chiclana es una estación ferroviaria del Ferrocarril Domingo Faustino Sarmiento de la Red Ferroviaria Argentina, en el ramal que une las estaciones de Once y Pehuajó.

## Servicios
Desde agosto de 2015 no se prestan servicios de pasajeros. Sus vías están concesionadas a la empresa de cargas Ferroexpreso Pampeano.